# GLAM

GLAM-logo

GLAM ist ein englischsprachiges Akronym für „Galleries, Libraries, Archives, Museums“ (Galerien, Bibliotheken, Archive, Museen), also kulturelle Institutionen und Gedächtnisorganisationen. GLAMs sind öffentliche, meist von der öffentlichen Hand getragene oder geförderte Einrichtungen, die Kulturerbe sammeln, bewahren und erschließen.
Der Begriff GLAM wurde gebildet, um die sich aus den ähnlichen Rollen und Zielen ergebenden vergleichbaren Interessen und Aufgabenstellungen zu betonen und einen Oberbegriff für die Gruppe zu finden. So gibt es zum Beispiel Ähnlichkeiten in den Aufgaben, Daten über Sammlungen von Kunstwerken, Büchern, Dokumenten und Artefakten online zu stellen und diese als Informationsquellen für die Öffentlichkeit verfügbar zu halten.
GLAMs haben die Aufgabe, die Werke aufzubewahren und den Forschern diese als Primärquellen zugänglich zu machen sowie ausgewählte Werke öffentlich auszustellen.
Unter dem Begriff Open GLAM finden sich weltweit GLAM-Institutionen zusammen, um ihre Werke öffentlich frei zugänglich zu machen.